# Leiocolea heterocolpos
Leiocolea heterocolpos là một loài rêu tản trong họ Jungermanniaceae. Loài này được (Thed.) H. Buch miêu tả khoa học lần đầu tiên năm 1933.